# ایتاکو، ایباراکی
ایتاکو در استان ایباراکی در کشور ژاپن واقع شده‌است که دارای جمعیت ۳۱٬۱۰۳ نفر و مساحت ۶۲٫۶۷ کیلومتر مربع با تراکم جمعیت ۴۹۶ نفر در کیلومترمربع است و در تاریخ ۱ آوریل ۲۰۰۱ به عنوان شهر شناخته شد.